# Валентин Буров
Валентин Петров Буров е български офицер, бригаден генерал.

## Биография
Роден е на 26 април 1955 г. в Тръстеник. Завършва Техникума по механоелектротехника в Плевен. През 1978 г. завършва Висшето народно военно училище „Васил Левски“ във Велико Търново. Службата си започва в Ивайловград като командир на взвод. Една година е командир на рота в Крумовград и началник-щаб на мотострелкови батальон. През 1985 г. завършва Военната академия в София и командва батальон в Момчилград. Преподава 6 години във Военната академия. От 1992 г. е в Оперативното управление на Генералния щаб. През 1999 г. завършва колеж по отбрана във Франция. След това е назначен за началник-отдел в оперативното управление на Сухопътни войски, където се издига до заместник началник на управлението. От 2003 до 2006 е началник на Оперативното управление в Главния щаб на Сухопътните войски. В периода 15 ноември 2007 г. – 12 май 2008 г. е старши национален представител на българския контингент в Афганистан. Между 2006 и 2008 г. е началник-щаб на пета шипченска механизирана бригада.
На 21 април 2008 г. е назначен за командир на 5-а механизирана бригада, считано от 1 юни 2008 г. На 1 юли 2009 г. е назначен за командир на 5-а механизирана бригада и удостоен с висше офицерско звание бригаден генерал. На 29 юни 2012 г. бригаден генерал Валентин Буров е освободен от длъжността командир на 5-а механизирана бригада, считано от 1 юли 2012 г. През 2013 г. излиза в запаса.

## Образование
- Висшето народно военно училище „Васил Левски“ – до 1978
- Военна академия „Г.С.Раковски“ – до 1985
- Колеж по отбрана във Франция – до 1999

## Военни звания
- Лейтенант (1978)
- Старши лейтенант
- Капитан
- Майор
- Подполковник
- Полковник
- Бригаден генерал (1 юли 2009)